# Theater im Keller (Graz)
Das Theater im Keller, kurz TIK genannt, ist ein Theater in Graz. Es setzt seinen Schwerpunkt auf unbekannte Stücke und Autoren, wobei es oft zu Ur- oder Erstaufführungen kommt. Das Ensemble experimentiert gerne mit neuen Texten und ist laut eigenen Angaben ein „Versuchslabor“ für viele Stücke.

## Geschichte
Gegründet wurde das TIK im September 1951 aus der Laienspielbewegung der „Spielvögel“, eine Gemeinschaft von jungen Menschen, die neue Texte erprobt und zur Aufführung gebracht haben. Ziele der Arbeit waren auch die Beschäftigung mit zeitgemäßen Themen, die Gemeinschaftspflege, sowie Miteinbeziehen des Publikums. Die „Spielvögel“ bezeichneten sich selbst als „Probekammer der steirischen Jugend“, da es eine enge Zusammenarbeit mit Jugendlichen und Schulen gab. Ein Gründungsmitglied der „Spielvögel“, Harald Kopp, hat 1950 einen Verlag, den „Steirischen Bühnenverlag“ gegründet, der sich mit in- und ausländischen Autoren beschäftigte. So gab es eine große Anzahl an Textbüchern, die aber nicht nur den „Spielvögeln“ zur Verfügung gestanden ist, sondern sämtlichen anderen Laientheatern österreichweit.
Ein weiteres Gründungsmitglied, die mittlerweile 80-jährige Liselotte Slippek, ist seit 1954 Mitglied bei den „Spielvögeln“ und steht nach wie vor regelmäßig in diversen Produktionen auf der Bühne. Nach mehreren Umzügen hat das Theater seit 1973 seinen fixen Spielort in der Münzgrabenstraße in Graz. Diese im Keller gelegenen alten Räume waren eine Glockengießerei und später ein Weinkeller, bevor sie vom Theater übernommen wurden. Vor allem in den 1990er Jahren ging das TIK den Weg hin zur Professionalisierung. Der damalige Obmann, Norbert Hainschek, hat junge Regisseure wie Hansjörg Bader, Gogo Nachtmann, Reinhold Ulrych oder Heinz Hartwig beschäftigt. Junge Talente wurden gefördert, so wurden begabten Schauspielern die Möglichkeit einer Schauspielausbildung am TIK ermöglicht, die mit der Diplomprüfung vor der Paritätischen Prüfungskommission in Wien endete. Viele Schauspieler haben am TIK gespielt, bevor sie zu anderen Bühnen im deutschen Raum gewechselt haben, wie Franz Morak, Martin Kušej oder Wolfram Berger die am TIK mit ihrer Berufslaufbahn begonnen haben.
Die Stücke von bekannten sowie weniger bekannten nationalen als auch internationalen Autoren werden erst- oder uraufgeführt Wolfgang Bauer, Martin G. Wanko, Charles Bukowski.

## Schwerpunkte
Mit dem großen Projekt „Unbekannte Nachbarn“ 1999–2003 hat das TIK seinen Schwerpunkt auf den Süd-Osteuropäischen Raum gesetzt. Dieses Projekt wurde ins Programm der Kulturhauptstadt Graz 2003 aufgenommen. Unzählige Stücke aus den Nachbarländern Slowenien, Italien und Ungarn wurden erarbeitet und uraufgeführt. Gleichzeitig dazu fand ein Dramatikerwettbewerb statt, der unter der Endjury mit Matthias Fontheim als Vorsitzenden drei Siegerstücke ausgewählt hat. Die Premieren der jeweiligen Siegerstücke aus Slowenien, Italien und Ungarn kamen im Jahr 2003 zur jeweiligen Erstaufführung in TIK. Die Präsentation von Gegenwartsdramatik ist eine Leitlinie des Theaters.

## Gastauftritte
Die damaligen „Spielvögel“ gastierten bereits in ihren Anfangsjahren mit diversen Stücken im Ausland, so zum Beispiel in Korbach. In den vergangenen Jahren wurde das TIK regelmäßig nach Kranj, in Slowenien, zur internationalen Woche des slowenischen Theaters eingeladen.
Das TIK Graz feierte im September 2011 sein 60-jähriges Bestehen. Weiterhin folgt es der Linie, neue Texte zu erforschen und auszuprobieren und damit auch aktuelle, gesellschaftliche Themen anzusprechen und zu bearbeiten.